# Vaquería (fiesta)

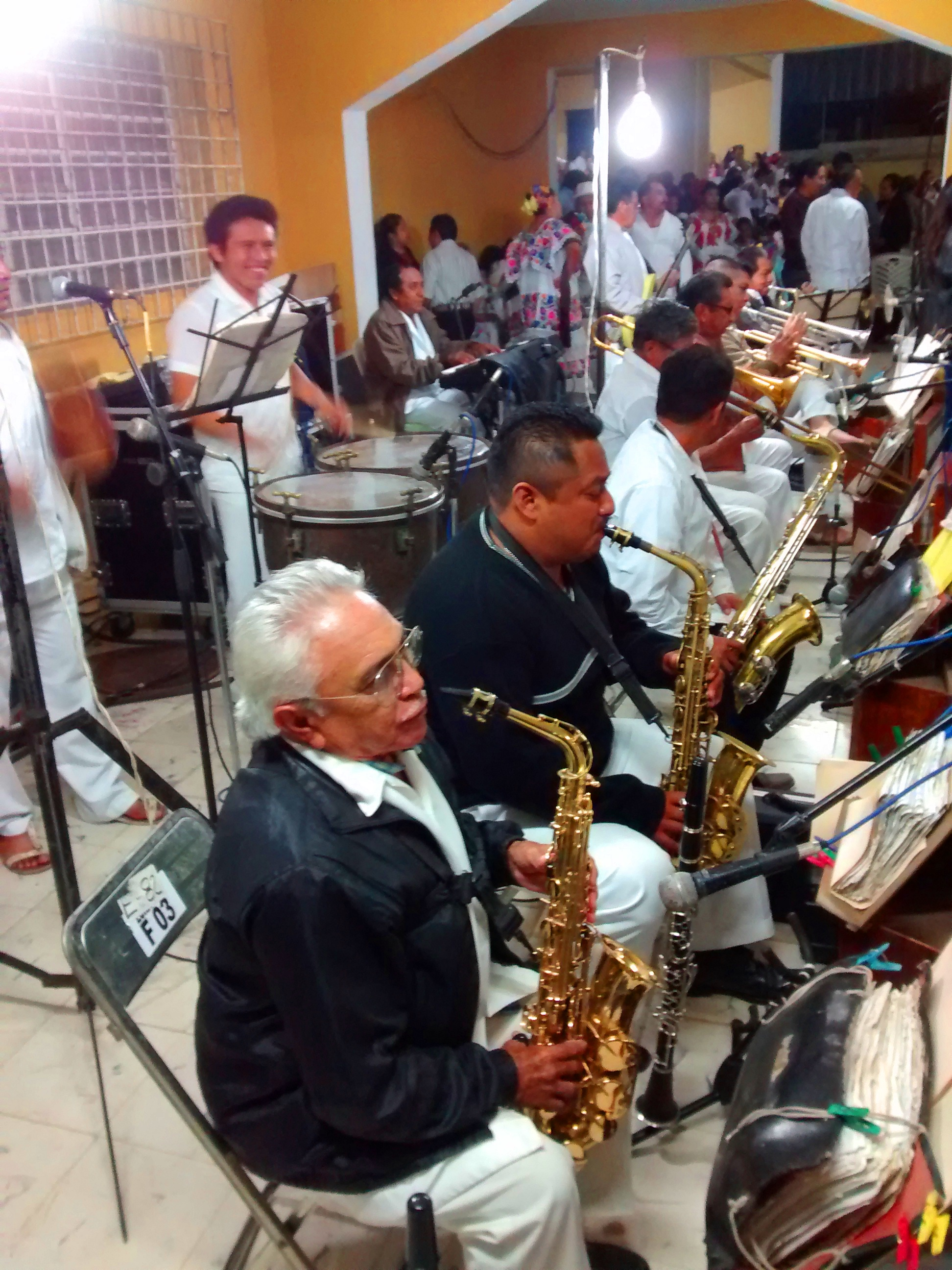
Orquesta jaranera en vaquería de Acanceh, Yucatán

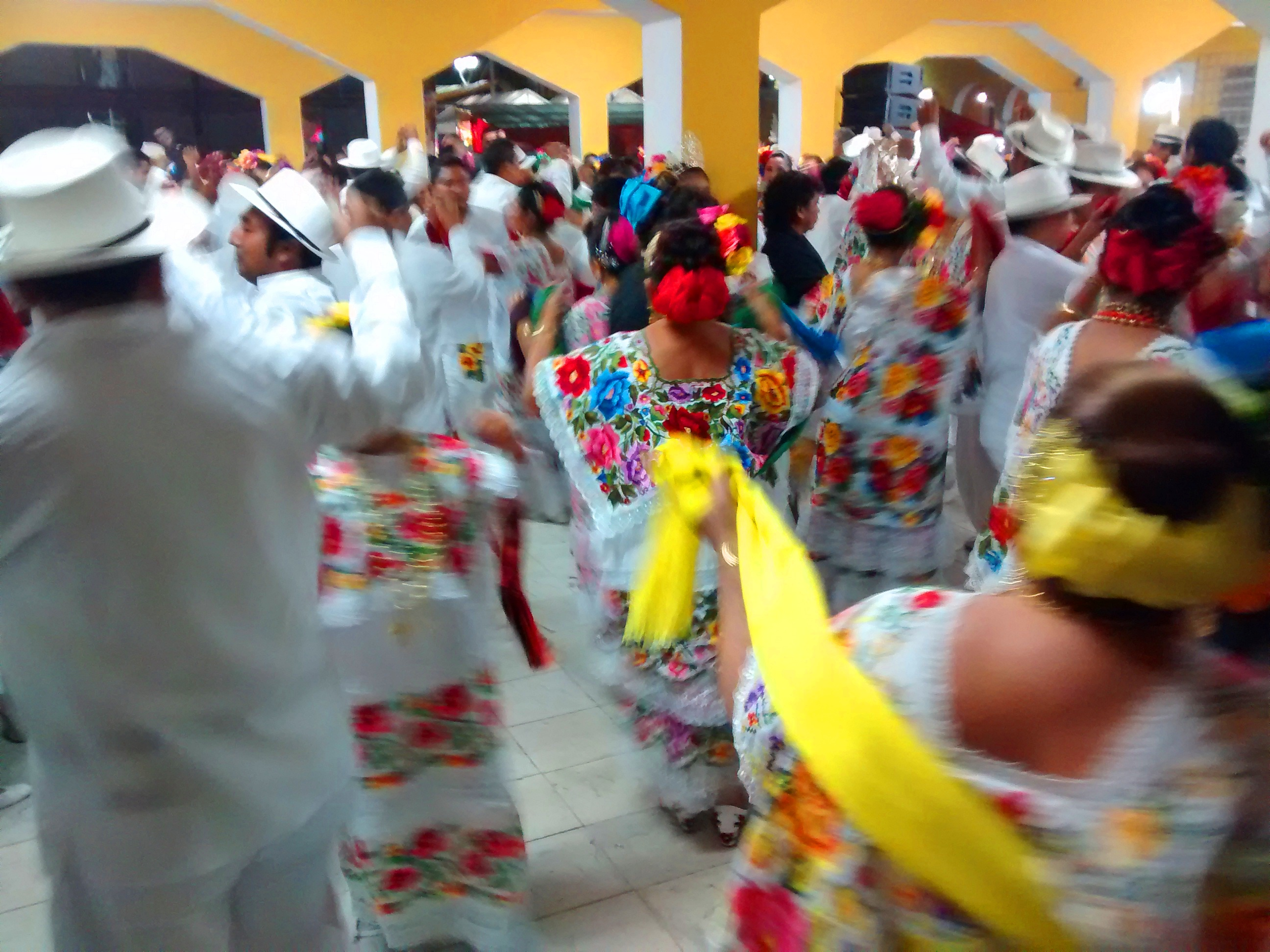
Yucatecos bailando jarana en vaquería de Acanceh, Yucatán.

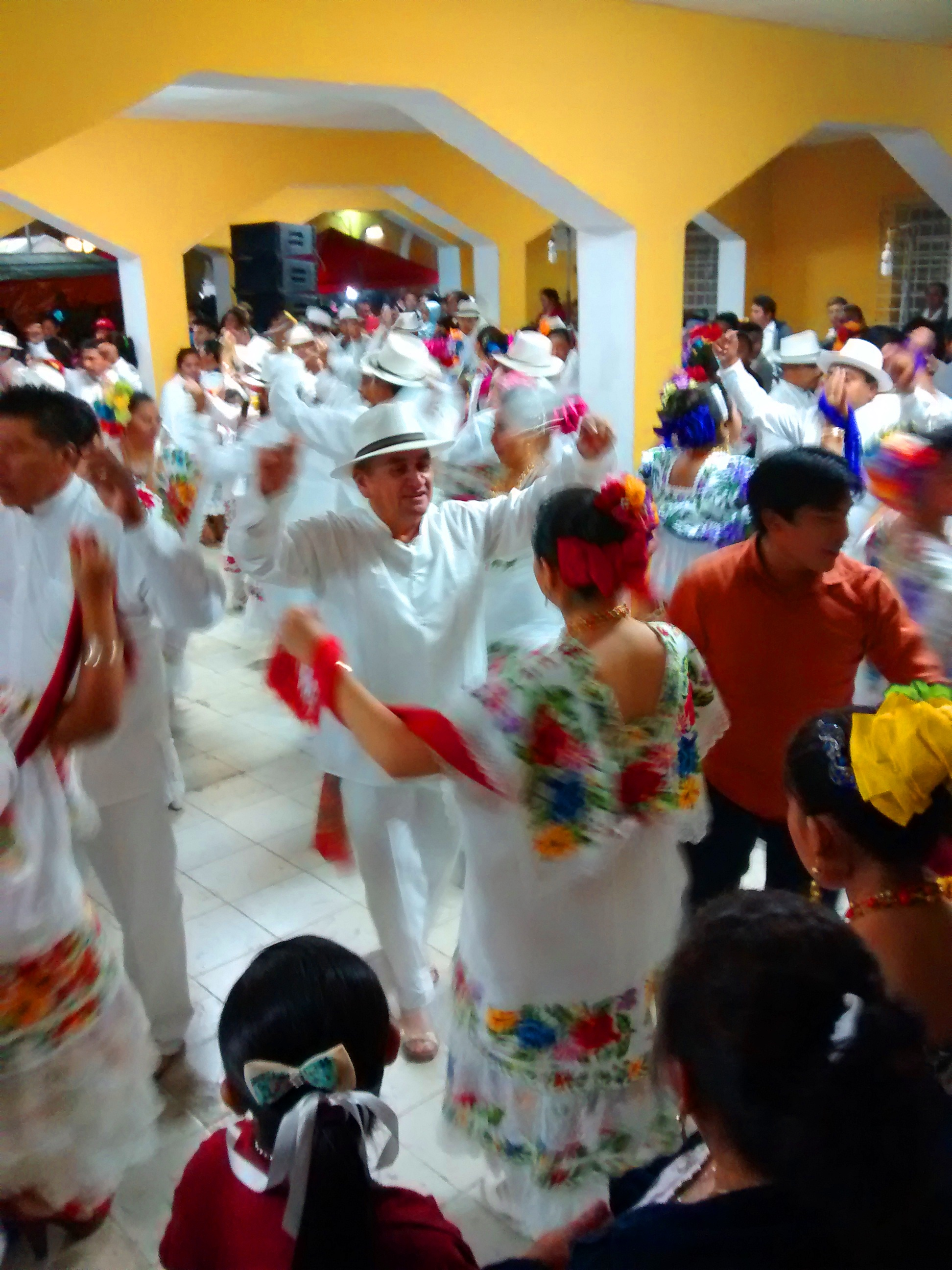
Pareja de jaraneros en vaquería de Acanceh

La vaquería, en La península de Yucatán, México, es una fiesta popular cuyo origen se remonta a la época colonial, cuando los españoles que habían conquistado la región y que se dedicaban a la crianza de ganado vacuno en sus haciendas, convocaban a sus trabajadores para "la hierra" de sus vacadas y ofrecían, o permitían, un festejo o baile colectivo a manera de ceremonia como preludio al herraje que implicaba un esfuerzo físico considerable.

## Historia
En la fiesta popular participaba animadamente todo el pueblo o el conjunto de acasillados en la hacienda, para celebrar el auge económico que implicaba el crecimiento del hato ganadero. Se realizaba el festejo bajo el auspicio religioso del santo patrono de la localidad. Su duración era variable y estaba condicionada a la capacidad económica de los organizadores o participantes, pero podía extenderse varios días.

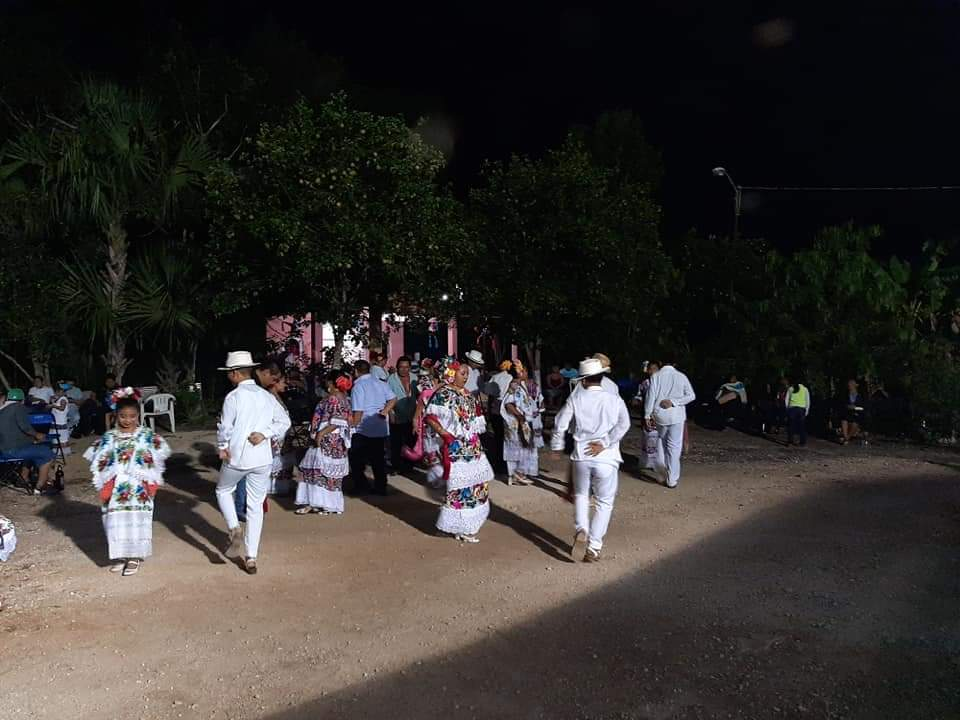
Vaquería San Fabián de Yucatán

Vestimenta especial de fiesta se usaba en tales ocasiones, en que se invitaba por lo general a los habitantes de haciendas o poblados vecinos, particularmente a las muchachas jóvenes para aumentar el número de bailarinas que generaban el espectáculo colectivo principal. Era la jarana el baile que predominaba durante la fiesta.
Durante las vaquerías el trabajo se suspendía totalmente desde temprana hora. La fiesta se realizaba en la plaza principal de la hacienda o en los corredores del edificio principal ubicado en lo que se denominaba el casco de la hacienda y en donde normalmente moraban los propietarios o hacendados.

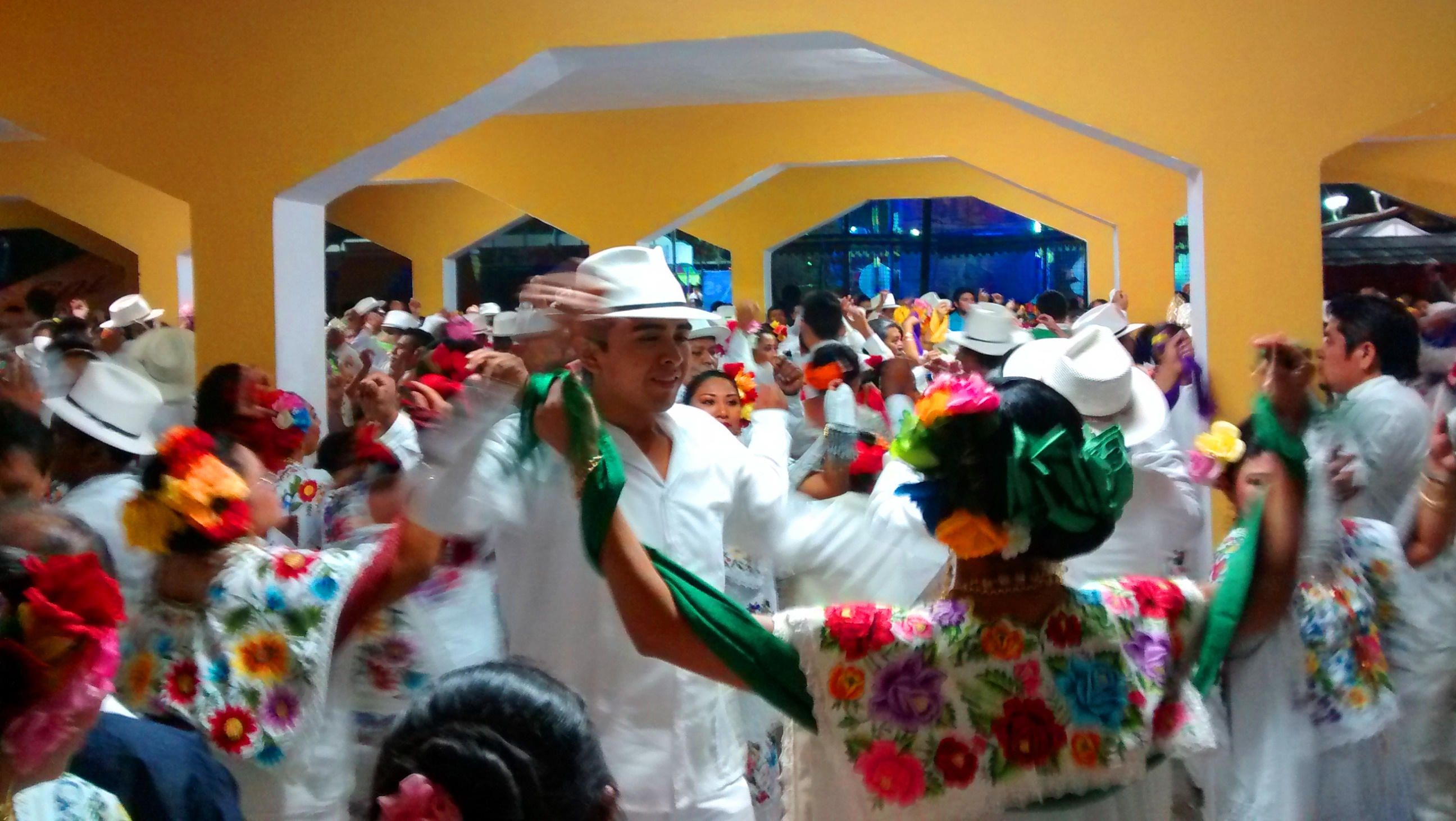
Vaquería en Acanceh, Yucatán.

## Actualidad
Aún a la fecha, estas festividades son llevadas al cabo en casi todos los pueblos de Yucatán, grandes y chicos. Ahora se hace mayor énfasis en el carácter religioso de la fiesta y normalmente se organizan anualmente o cada seis meses, para rematar las procesiones u homenajes periódicos al santo patrono de la localidad y aunque propiamente ya están disociadas de la actividad ganadera, siguen llamándose vaquerías.
Es la plaza central del poblado la que ahora alberga la fiesta popular. En ella se construyen enramadas y se levantan templetes en los que se realizan los bailables y se sitúa a la orquesta que ha de amenizar el evento. Se desarrollan en muchas ocasiones corridas taurinas en redondeles o cosos, especialmente erigidos para ese propósito.
bye bye
Los bailarines varones usan un traje blanco con la típica filipina que caracteriza la vestimenta del yucateco. Las mujeres se visten con elegante terno (vestido de tres piezas) incluyendo un fustán o faldón, en tela blanca adornada de bordados floridos de diversos colores, normalmente hechos en el llamado punto de cruz. Adornan su cabello con un moño atado a una cinta de diversos colores y de su cuello penden collares de filigrana, rematados por una cruz cristiana o por una imagen de la virgen.
El baile de la vaquería se inicia, como antaño, con la música de "La Angaripola" o con el llamado "jarabe" yucateco, especies de marchas que hacen la presentación de los conjuntos de bailadores. Hay un bastonero que es el encargado de dirigir a los jóvenes ejecutantes hasta el entarimado que habrá de servir de escenario para su representación. La jarana en sus dos variedades, la del 6 por 8, muy vigorosa, en forma de guachapeo, o la de 3 por 4 más pausada o valseada, es el baile acostumbrado y omnipresente en las vaquerías. Si durante el baile alguien grita ¡Bomba!, la música se detiene para que uno de los bailarines recite un versillo o cuarteto, generalmente jocoso, a su pareja.
Solíase antes y hasta la fecha se acostumbra, repartir entre la concurrencia el pukkeyem, nombre maya del pozole, bebida preparada a base de masa de maíz desleída en agua endulzada con miel. 
A partir de la segunda mitad del siglo XX la festividad ha venido transformándose, no solo por efecto de la música moderna que ha influido en la realización de los bailables, sino que, las bebidas alcohólicas que nunca estuvieron ausentes, han ganado presencia en la fiesta, hasta llegar a dominar el consumo de la concurrencia.